# Сварга (группа)
«Сварга» — российский музыкальный коллектив из города Жуковский, исполняющий музыку в стиле языческий фолк-метал.
В своих композициях группа сочетает современные тенденции тяжёлой музыки с народными мотивами. Визитной карточкой группы считается аккордеон. Лидером и идейным вдохновителем, а также автором текстов является вокалист Илья «Wolfenhirt» Гура.

## История
Группа «Сварга» была основана в конце 1997 года в подмосковном городе Жуковский и первоначально задумывалась как коллектив, исполняющий русскоязычный pagan-doom-metal, с лирикой, основанной на древней славянской истории. В таком качестве группа просуществовала до 1999 года, после чего стиль был изменён в сторону pagan folk metal. Клавиши в группе сменил аккордеонист Hurry, а звучание Сварги стало более мягким. Отличительной особенностью группы можно считать обилие фольклорных элементов и акустических вставок.
В 2000 году собственными силами группы было записано демо «Через мёртвую реку», разошедшееся небольшим тиражом. Композиция "Через мёртвую реку" по сути отражает зловещее мистическое настроение всего творчества группы. С 2000 по 2004 годы, несмотря на смены состава, коллектив активно выступал в Москве и Московской области с коллективами Аркона, Alkonost, Rossomahaar, Shadow Host, Тролль Гнёт Ель, а также другими группами.
Осенью 2005 года вышел дебютный альбом «Огни на курганах», в который вошли композиции, придуманные и аранжированные с 1998 по 2002 годы. Альбом записывался на студии СДМ-рекордс, после чего группа начала сотрудничать с лейблом Svasound records. Помимо основного состава, в процессе создания альбома участвовали и сессионные музыканты: А. Разиков — варган, И. Кузьмин — клавишные, Маша Scream — бэк-вокал (Аркона). По итогам 2005 года, по версии журнала Dark City, Сварга набрала большое количество голосов в номинации «Открытие года», тем самым войдя в десятку.
22 декабря 2007 года состоялась презентация второго альбома «Там, где дремлют леса», также вышедшего на лейбле SvaSound records. Приглашёнными музыкантами были Алексей Большов (гр. Наследие вагантов) — блок-флейта, испанская волынка (gaita gallega, жалейка и ряд других духовых инструментов); Фёдор Ветров (Ветер Воды) — альт, Ксения (Калевала) — бэк-вокал и Маша Scream (Аркона), использовавшая свой фирменный гроулинг. Запись, сведение и мастеринг «Там, где дремлют леса» были сделаны на студии Moscow Sound под руководством Сергея Lazar’я (Аркона, Rossomahaar) и Сергея Левченко, который внёс свой вклад и в материал альбома в виде нескольких клавишных партий.
В 2009 году был записан акустический альбом «Кровь-Река», в который вошли неизданные композиции, которые накопились за историю группы. В 2011 году, после почти двухлетнего перерыва в творчестве, группа воссоединилась в новом составе.

## Состав группы
- Илья «Wolfenhirt» Гура — вокал, автор (с 1997)
- Игорь «Hurry» Ангиоз — аккордеон, варган, автор (с 1997)
- Александр Косяков — волынка, флейта, дудки  (с 2012)
- Ирина "Risha" Львова — виолончель (сессионно)
- Антон Агеев — гитара (сессионно)
- Евгений Локтев — бас (с 2024)
- Виталий Сальников — ударные, перкуссия (с 2015) (также группа Анимо)

Экс-участники коллектива:
- Юрий «MC Plavneeck» Козин — гитара, акустика
- Вадим «Saint» Останин — гитара
- Евгений «Zhen» Хлебутин — гитара, акустика
- Михаил «Mike» — гитара, бас, акустика, балалайка
- Михаил «Kron» — гитара, акустика, перкуссия
- Алексей «Minoss» Большов — флейта, жалейка
- Игорь «Geralt» — бас
- Денис «Den» Певунов — ударные
- Ольга «Helga» Ланцева — вокал
- Сергей «Zahaar» Захаров — барабаны, ударные (2004—2015) (вернулся к активной работе с Intra Spelaeum)
- Роман «Фунт» Ведищев — гитара, акустическая гитара (2014—2015)
- Александр «Ламповая Голова» Стрельников — гитара (2015 - 2020, разово в 2021)
- Стас «Owl» Савельев — бас (2014—2015)
- Александр «Шмель» Швилёв — бас, гитара, бэк-вокал (2015 - 2021)
- Роман Лебедев — бас (2021-2024)

## Дискография

### Студийные альбомы
- 2005 — Огни на курганах
- 2007 — Там, где дремлют леса
- 2009 — Кровь-Река
- 2014 — Мой край (мини-альбом)
- 2018 — Чёрная падь

### Концертный альбом
- 2011 — Ветры прощают всё...

### Синглы
- 2010 — В пасти новой войны (feat. Дрыгва)
- 2010 — Вольница (feat. Дрыгва)
- 2013 — Ой, чий то кінь стоїть... (feat. P.Gilevich & Alruna)
- 2014 — Ветер в ивах (feat. Калевала)
- 2014 — Три ворона (feat. Teufelstanz)
- 2015 — Звери осени
- 2021 — Смерть
- 2024 — Гнездо из костей

### Демо
- 2000 — Через мёртвую реку